# Jean David (écrivain)
Pour les articles homonymes, voir Jean David et David.
Œuvres principales
- Les passes du silence (Roman, 1954)
- Les Survivants (Roman, 1958)
- Assassin (Roman, 1965)

Compléments
- Engagement dans la Résistance
- Haut fonctionnaire, Crée le centre de formation des personnels communaux
- Sénateur de l’Aube (1978-1980)
- Chroniqueur Littéraire

Jean David, né à Lambézellec (Brest) le 1er mars 1924 et mort le 8 mai 2013 à Paris 15e, est un écrivain français, romancier, poète, essayiste et critique littéraire. Il fut également résistant et sénateur de l'Aube.

## Parcours
Son père, Yves-Marie David, originaire du Nord-Finistère, était ingénieur de la Marine à l’arsenal de Brest ; il épouse en 1920 Clotilde-Henriette Jézéquel, originaire de Plougastel-Daoulas, dans la presqu’île de l’autre côté de la rade de Brest. Ils ont deux enfants : Henri naît en 1921, Jean en 1924 ; l’aîné meurt en 1933, et Jean David évoque la douleur ressentie par ses parents à cette occasion dans La République des orgueilleux.
La grand-mère maternelle de l’écrivain inspirera le personnage de Marie-Josèphe dans Bonsoir Marie-Josèphe. Le frère de cette dernière, missionnaire en Asie, se rend en Chine avant de rejoindre le Japon où il devient professeur au grand séminaire de Nagasaki. Il y fonde une léproserie et un hôpital. À la fin de la Seconde Guerre mondiale, de l'hôpital ravagé ne subsistera que la grande entrée dont le fronton portait encore le nom de Jean-Marie Corre. Le personnage de Jean-Mathieu, dans Bonsoir Marie-Josèphe, s'inspire de Jean-Marie Corre.
Enfant il étudie à l'école communale de Lambézellec avant de rejoindre le lycée de Brest jusqu’en 1943. Il quitte Brest à cause des bombardements et se réfugie à Rennes où il fréquente le lycée Chateaubriand.
Il se marie le 14 décembre 1946 à Marie-Thérèse Lebert. Ils ont quatre enfants : Pascale, Jean-François, Christine, Vincent.
Jean David meurt à Paris le 8 mai 2013. Il est enterré au cimetière du Montparnasse (16e division).

### La résistance
Fin 1943 il s’engage dans la Résistance intérieure française (corps francs Vengeance) et se charge d'aider les aviateurs anglais abattus par les Nazis à regagner leur patrie . Activement recherché par la Gestapo, il rejoint le maquis de Plésidy près de Guingamp à la demande de Jean-Marie Dupouy. Il participe à la récupération d'armes abandonnées par les allemands et à la libération de Guingamp.
Il se voit ensuite confier la mission d'organiser la capture d'un agent avéré de la Gestapo et devient jeune officier de la Compagnie de Choc Bretagne. Il reçoit l’ordre de Jacob Devers, commandant le 6e groupe d'armées américain, d’arrêter, un nazi qui tente de s’enfuir  avec de l’argent, des renseignements et des plans sur les camps de concentration ; opération réussie avec son ami Jean Riou. Il est décoré sur le terrain avec Jean Riou de la Bronze Star Medal par Jacob Devers lui-même venu d’Allemagne en hélicoptère à Cognac.
En avril 1945, il participe à la libération de la pointe de Grave, épisode au cours duquel il est blessé. Il apprend la mort de ses amis Jean-Marie et Pierre Dupouy, envoyés en camp de concentration, honorés par le ministère de la culture. Ils avaient eu beaucoup d’influence sur ses lectures. La révélation des camps, ces meurtres et tortures extraordinairement organisés par un peuple voisin évolué, le saisissent, le poursuivent.
Il est décoré par le général Kœnig de la Croix de guerre à Versailles.

### La philosophie
Après la guerre, il reprend ses études à Rennes et obtient une licence de philosophie et quatre certificats en 6 mois dont 3 avec mention.
Il fait la connaissance d’Emmanuel Mounier à qui il avait envoyé des poèmes. Mounier l’accueille avec sa femme et un enfant qui vient de naître, aux Murs Blancs à Châtenay-Malabry. Mounier lui fait connaître les deux Prix Nobel Marcel Camus et T. S. Eliot. Il assiste à une conversation entre les deux hommes qui sera pour lui très importante. Il donne une conférence très remarquée à Stockholm sur la vie intellectuelle française dont Mounier a entendu parler (1948). Mounier veut le garder près de lui.
Très marqué par la guerre, Jean David  veut s’éloigner quelque temps de Paris. Il lit les grands étrangers qui seront ses maîtres : Tolstoï, Dostoïveski, Faulkner, Dickens.
Aux Murs Blancs, aux côtés d’Albert Béguin il ouvre le manuscrit écrit sur un cahier d’écolier de Dialogues des carmélites, de Bernanos. Albert Béguin lui conseille d’écrire et de ne pas préparer l’agrégation de philosophie.
Il éprouve un grand chagrin à la mort de Mounier puis de Béguin qui marquaient très fortement la spiritualité au Seuil. Jean David restera à jamais marqué par le personnalisme de Mounier dont on retrouve une trace importante dans son œuvre, notamment dans Les Survivants, roman de 1958.

## Sur la littérature
Jean David s’oppose à ce qu'il appelle l’Ordre Nouveau du roman qui a vidé de sens la littérature française. Après la révélation des camps nazis, inscrire comme une théorie « la surface des choses » est une forme de révisionnisme. La France a inventé la littérature qui ne permet pas le cri. Littérature pour anciens pétainistes, bourgeois au sens le plus dur du terme. Littérature privée de grandeur et de spiritualité ? demandera bien plus tard Claude Mauriac. Sur le sujet, diverses contributions à la revue Esprit. À partir de 1954, paraissent deux récits dans La Nouvelle Revue française, et les premiers romans aux éditions du Seuil.

## Sur la politique
Dans la gauche coupable, Jean David désigne les erreurs et contradictions de la gauche dans la période troublée qui voit la création de la Ve République et la fin de la guerre d'Algérie. En juillet 1960, Jacques Fauvet dresse dans Le Monde un état de la gauche et cite l'ouvrage : « Dans un brillant essai Jean David rend la gauche coupable tout à la fois de s'indigner sans agir, de dévoiler tous les torts de la société de papa sans la démolir jamais, d'affaiblir le régime sans lui fournir de substitut, de servir ainsi la droite et de manquer enfin de doctrine économique et de culture ouvrière, bref d'être pire que rien».
En 1980, en prélude à l'élection présidentielle de 1981, l'auteur propose des Chroniques pour servir à la déposition du Prince. Sous une forme originale sont mêlés souvenirs intimes et commentaires de la vie politique. L'auteur vient d'achever une brève carrière politique, deux ans au Sénat, et a publié à cette occasion un article dans Le Monde quelques mois plus tôt intitulé Adieu au théâtre. Dans les Chroniques, il appelle le lecteur, et futur électeur, à une vertu, le scepticisme, mais le scepticisme de celui qui croit au « redressement des dignités foulées». En 1988 paraît un dernier essai : la République des Orgueilleux.

## Carrière
- Jean David est également diplômé en droit et commence sa carrière comme rédacteur à la mairie de Brest (1951-1958)[5],
- Secrétaire général de la mairie de Conflans-Sainte Honorine (1958-1969), où il participe à la création du pardon national de la batellerie,
- Secrétaire général de la mairie de Troyes (1969-1974),
- Directeur-adjoint (1974) puis Directeur (1977) du CFPC, Centre de formation des personnels communaux, aujourd’hui CNFPT. Il participe activement à la création du CFPC. Sur la question de la ville, il écrit un essai non paru : La commune médiatrice[18].
- Sénateur de l’Aube (1978-1980) en remplacement d’Henri Terré, décédé, inscrit au groupe de l’Union centriste[5].

À l’appel de Maurice Siegel, Jean David devient chroniqueur littéraire à l’hebdomadaire VSD (de 1982 à 1996).
Membre de la Commission des affaires culturelles, du comité de la Société des gens de lettres, à la demande d’Armand Lanoux, et du Conseil permanent des écrivains (1981).

## Œuvres principales
- Les Passes du silence, roman, éditions du Seuil, 1954[19],[20], Prix Fénéon.
- Les Fausses libertés, roman, éditions du Seuil, 1955[21],[22].
- Le Crépuscule du matin, roman, éditions du Seuil, 1956[23].
- Les Survivants, roman, éditions du Seuil, 1958[24].
- La Gauche coupable, essai, éditions du Seuil, 1960[25].
- La Rose et l’Immortelle, roman, éditions du Seuil, 1961[26].
- Paroles à la mer, roman, éditions du Seuil, 1962[27].
- Assassin, roman, éditions du Seuil, 1965[28],[29],[30]. Prix Bretagne 1965.
- Le retour d’Ostende, roman, éditions du Seuil, 1969[31].
- L’Effraction, roman, éditions du Seuil, 1977,  (ISBN 2-02-004579-6), Prix Paul Flat de l'Académie Française.
- Chroniques pour servir à la déposition du prince, essai, éditions du Seuil, 1981, (ISBN 2-02-005816-2).
- Bonsoir Marie-Josèphe, roman, Jean Picollec, 1983,  (ISBN 2-86477-047-4), Presses Pocket, 1993,  (ISBN 2-266-05315-9), Prix Louis-Guilloux 1985.
- La République des orgueilleux, roman, éditions Grasset, 1988,  (ISBN 2-246-40241-7).
- Dimanche en habit léger, roman, éditions Stock, 1994,  (ISBN 2-234-04345-X).

Non parues
- L’Océan sans rivage, roman
- La Théorie des simples, suivi de Sable, poésie.

## Décorations
- Officier de la Légion d'honneur
- Croix de guerre 1939–1945 (une citation)
- Médaille de la Résistance française par décret du 11 mars 1947
- Bronze Star Medal